# Риппон, Адам
А́дам Ри́ппон (англ. Adam Rippon; род. 11 ноября 1989 года в Скрантоне, Пенсильвания, США) — американский фигурист, выступавший в одиночном катании. Бронзовый призёр Олимпийских игр (2018, командный турнир), чемпион четырёх континентов (2010), медалист этапов Гран-при и турниров серии «Челленджер», чемпион США (2016) и единственный двукратный чемпион мира среди юниоров (2008, 2009).

## Биография

### Личная жизнь
Адам — самый старший из шестерых детей своих родителей. Всех детей в его семье с малых лет приучали к спорту. Один из братьев занимается лёгкой атлетикой, другой брат и сестра — гимнастикой. Адам также занимался гимнастикой. Когда ему было 10 лет, мать отвела его на каток — чрезвычайно поздно, по мнению современных специалистов, для серьёзных занятий фигурным катанием.
В октябре 2015 года Риппон совершил каминг-аут, объявив о своей гомосексуальности.

### Карьера
Первоначально Адам занимался фигурным катанием под давлением матери, позже втянулся. С 2000 по 2007 год Адам занимался у тренера Елены Сергеевой (Елена, в прошлом фигуристка, медалист чемпионатов СССР и дипломированный тренер). С 13 лет Адам жил в Филадельфии в доме у Сергеевой, это было сделано для экономии средств и времени на трёхчасовые поездки от родителей. В 2006 году он смог получить стипендию Майкла Уейсса (фонд, учреждённый трёхкратным чемпионом США Майклом Уейссом, который оказывает поддержку талантливым фигуристам) и это значительно облегчило финансовую нагрузку на его семью.
В 2007 году Адам занимает первые места на региональных соревнованиях юниоров. Но на юниорском чемпионате США совершает ряд ошибок и занимает лишь 6—е место, не будучи отобранным, таким образом, на чемпионат мира для юниоров.
После этой неудачи Риппон решает сменить тренера. Новым наставником спортсмена становится Николай Морозов.
Под руководством нового тренера Адам сразу достигает значительных успехов. В этом же 2007 году он завоёвывает две медали на этапах Гран-при среди юниоров. В финале Гран-при, проходившем в Польше, Адам отлично выступает и становится первым юниором, набравшим свыше 200 баллов по новой судейской системе ИСУ, заняв первое место. Затем он берёт золото американского и мирового чемпионатов среди юниоров.
В сезоне 2008—2009 Адам выступает уже во «взрослой» возрастной категории. Участвует в серии Гран-при: на «Skate America» он 8-й, на «Cup of Russia» — пятый. После турнира в Москве Риппон объявляет, что снова меняет тренера. Причиной расставания с Морозовым стал недостаток внимания, которое мог уделять Морозов ученику.
Теперь Адам работает в Торонто с Брайаном Орсером (двукратным серебряным призёром Олимпийских игр), который с 2006 года по 2011 год успешно тренировал корейскую фигуристку Ким Ён А.
На чемпионате США 2009 года Адам только 7-й и не попадает на чемпионаты Четырёх континентов и мира, зато направляется Ассоциацией фигурного катания США на чемпионат мира среди юниоров, который выигрывает второй раз подряд.
В сезоне-2010/11 Риппон стал третьим на Skate Canada и четвёртым на Skate America, но на национальном чемпионате США фигурист занял только пятое место и не вошёл в состав команды на чемпионат мира. Он выступил на чемпионате четырёх континентов, где также показал пятый результат. В апреле фигурист объявил о прекращении двухлетнего сотрудничества с тренером Брайаном Орсером и сообщил, что продолжит тренировки под руководством Гислэйна Брайанда. В июне Адам вернулся из Канады в США и сообщил, что готовиться к следующему сезону будет под руководством Д. Данджена и Юки Сато. Летом 2012 года Адам снова решил сменить тренеров, на этот раз он решил тренироваться у Р. Арутюняна.
В январе 2015 года на национальном чемпионате ему удалось финишировать вторым. Через год он стал чемпионом страны.
В конце апреля 2016 года, выступая в США за команду Америки, на Кубке континентов он улучшил своё прежнее достижение в короткой программе.
Новый предолимпийский сезон американский фигурист начал в середине сентября, где на домашнем турнире в Солт-Лейк-Сити занял третье место. В середине октября американский фигурист выступал на этапе Гран-при в Чикаго, где на Кубке Америки улучшил свои прежние достижения в короткой программе и занял третье место. Также в середине ноября американец выступал на этапе Гран-при в Париже, где на турнире Trophée de France финишировал на третьем месте, также были улучшены прежние достижения в сумме и произвольной программе. Это позволило ему выйти в финал Гран-при, в Марселе. Во Франции, на самом финале, он выступил не совсем удачно и финишировал в итоге на последнем месте. Однако перед национальным чемпионатом Адам получил травму и вынужден был досрочно завершить сезон.

### Олимпийский сезон
В начале октября он начал новый олимпийский сезон в Эспоо, на Трофее Финляндии, где финишировал с бронзой. В начале ноября стартовал на японском этапе серии Гран-при, где финишировал с серебряной медалью. В конце ноября на домашнем этапе в Лейк-Плэсиде он финишировал рядом вторым. Ему также удалось улучшить своё прежнее достижение в короткой программе. Это позволило ему пройти в финал Гран-при. На самом Финале в Нагое спортсмен выступил не совсем удачно и занял предпоследнее место. На национальном чемпионате в начале года его выступление было неудачным, он финишировал лишь с оловянной медалью. Однако федерация приняла решение включить фигуриста в сборную на Олимпийские игры. В середине февраля в Южной Корее на командном турнире Олимпийских игр он заменил одиночника и выступал с произвольной программой. Ему в Канныне удалось финишировать третьим. Сборная в итоге финишировала с бронзовой медалью. На Олимпийских играх в Корее Адам в составе команды США завоевал бронзовую медаль в командных соревнованиях. В середине февраля в Канныне на личном турнире Олимпийских игр американский одиночник выступил очень удачно и замкнул десятку лучших фигуристов.
В ноябре 2018 года объявил о завершении соревновательной карьеры.

## Спортивные достижения

### Результаты после 2010 года
| Соревнования                             | 2010—2011 | 2011—2012 | 2012—2013 | 2013—2014 | 2014—2015 | 2015—2016 | 2016—2017 | 2017—2018 |
| ---------------------------------------- | --------- | --------- | --------- | --------- | --------- | --------- | --------- | --------- |
| Олимпийские игры. Личное соревнование    |           |           |           |           |           |           |           | 10        |
| Олимпийские игры. Командное соревнование |           |           |           |           |           |           |           | 3         |
| Чемпионаты мира                          |           | 13        |           |           | 8         | 6         |           |           |
| Чемпионаты четырёх континентов           | 5         | 4         |           | 8         | 10        |           |           |           |
| Чемпионаты США                           | 5         | 2         | 5         | 8         | 2         | 1         |           | 4         |
| Финалы Гран-при                          |           |           |           |           |           |           | 6         | 5         |
| Этапы Гран-при: NHK Trophy               |           |           | 8         | 4         |           |           |           | 2         |
| Этапы Гран-при: Cup of China             |           |           | 4         |           |           |           |           |           |
| Этапы Гран-при: Trophée Eric Bompard     |           | 4         |           |           | 5         |           | 3         |           |
| Этапы Гран-при: Skate America            | 4         |           |           | 2         |           |           | 3         | 2         |
| Этапы Гран-при: Skate Canada             | 3         | 4         |           |           | 10        | 4         |           |           |
| Этапы Гран-при: Cup of Russia            |           |           |           |           |           | 4         |           |           |
| Finlandia Trophy                         |           |           |           |           | 2         | 2         |           | 3         |
| Золотой конёк Загреба                    |           |           |           |           |           | 2         |           |           |
| Турнир в Солт-Лейк-Сити                  |           |           |           |           |           |           | 3         |           |

### Результаты до 2010 года
| Соревнования                         | 2004—2005 | 2005—2006 | 2006—2007 | 2007—2008 | 2008—2009 | 2009—2010 |
| ------------------------------------ | --------- | --------- | --------- | --------- | --------- | --------- |
| Чемпионаты мира                      |           |           |           |           |           | 6         |
| Чемпионаты Четырёх континентов       |           |           |           |           |           | 1         |
| Чемпионаты мира среди юниоров        |           |           |           | 1         | 1         |           |
| Чемпионаты США                       | 2N.       | 11J.      | 6J.       | 1J.       | 7         | 5         |
| Этапы Гран-при: NHK Trophy           |           |           |           |           |           | 6         |
| Этапы Гран-при: Trophée Eric Bompard |           |           |           |           |           | 3         |
| Этапы Гран-при: Skate America        |           |           |           |           | 8         |           |
| Этапы Гран-при: Cup of Russia        |           |           |           |           | 5         |           |
| Финалы юниорского Гран-при           |           |           |           | 1         |           |           |
| Этапы юниорского Гран-при, Болгария  |           |           |           | 2         |           |           |
| Этапы юниорского Гран-при, Румыния   |           |           |           | 1         |           |           |
| Этапы юниорского Гран-при, Хорватия  |           | 6         |           |           |           |           |
| Triglav Trophy                       | 1J.       |           |           |           |           |           |

- N = уровень новичков; J = уровень юниоров